# برج استارک
مجتمع برج‌های استارک یک آسمان خراش تخیلی در کتاب‌های کامیک انتشارات مارول کامیکس می‌باشد. این مجتمع در منهتن، نیویورک، آمریکا واقع شده و نام گرفته از صاحب برج، تونی استارک، یا همان مرد آهنی است. این مجمتمع از برجی اصلی ۹۳ طبقه، برج جنوبی ۳۵ طبقه و برج شمالی ۵۵ طبقه تشکیل شده‌است. بر روی برج اصلی، مدتی برج نگهبانی سنتری قرار داشت ولی بعدها رصد خانه هایمدال جایگزین آن شد. بر اصلی همچنین به برج انتقام جویان شناخته می‌شود و مانند عمارت انتقام جویان به عنوان مقر فرماندهی انتقام جویان استفاده می‌شود.

## تاریخچه تخیلی
مجمتع برج استارک در مرکز اقتصادی و کاری منهتن بنا شده‌است. در این برج‌ها از طراحی‌های معماری مدرن استفاده شده‌است و ساختنش چهار سال به طول کشید. این مجمتع در مجاورت میدان کلمبوس واقع شده‌است و تا ساختمان بکستر، مقر گروه چهار شگفت‌انگیز، تنها ۱۰ بلوک فاصله دارد.
در ابتدا، سه طبقه فوقانی برج اصلی به منظور نماشگاه آثار هنری خود تونی استارک استفاده می‌شد اما بعدها وقتی که عمارت انتقام جویان نابود شد، این طبقات به انتقام جویان اختصاص یافت. به همین خاطر نیز ادوین جارویس، کارگری که سالها آنجا کار می‌کرد، به ساختمان دیگری منتقل شد. زمانی که سنتری به انتقام جویان پیوست، برج نگهبانی اش که برای مدت طولانی مخفی بود، ظاهر شد و بر روی برج اصلی استارک قرار گرفت. این برج نهگهبانی ۲۰ هم محل زندگی رونالد زینولدز و همسرش لیندی است و هم مقر سنتری و توسط یک کامپیوتر مرکزی که اختراع خود سنتری است، کنترل می‌شود. طبقات میانی برج اصلی و کل برج‌های شمالی و جنوبی استارک به سازمان‌ها و برنامه‌های ناسودبر شرکت استارک تعلق دارد.
بعد از جنبش نام‌نویسی ابرانسان‌ها، مرد آهنی تحت تعقیب قرار گرفت و به همین خاطر برج استارک به مرکز مبارزه تبدیل شد. جنبشی‌ها گروه انتقام جویان را متلاشی کردند به همین خاطر نیز تونی استارک گروه جدیدی به نام انتقام جویان توانا را تشکیل و در طبقات بالایی برج اصلی سکنی داد. این کار باعث شد که برج توسط دولت تسخیر بشه و "نیرو شماره ۹" از آن نگهبانی کنند.
طی جنگ حهانی هالک، نبرد میان مرد آهنی و هالک باعث نابود شدن برج استارک شد. اما باری دیگر توسط شیلد بازسازی شد و جزو املاک شیلذ درآمد.
برج استارک تبدیل به محلی برای اجلاس بین انسان‌ها و اسکرول‌ها (که انسان‌ها را برای سرگرمی شکار می‌کردند) شد. طی «تهاجم سری»، بسیاری از شهروندان نیویورکی، از جمله بن یوریخ خبرنگار دیلی باگل به برج استارک پناه بردند اما متأسفانه آنجا به شکارگاه اسکرول‌ها تبدیل شده بود؛ بن یوریخ با اسکرول‌ها مبارزه می‌کند ولی او را از پنجره به بیرون پرت کرده و می‌کشند.
زمانی که نورمن آزبورن رئیس شیلد شد و نام آن را به همر تبدیل کرد، مالکیت برج را نیز بدست آورد. بعد از لرکناری آزبورن در «سریر آسگارد»، برج به استارک بازگشت. با مرگ سنتری، برج نگهبانی اش نیز ناپدید شد و هایمدال رصد خانه‌اش را به جای آن در بالای برج کار گذاشت تا رابطی میان زمین و آسگارد باشد.
در ماجرای «خود ترس»، چیز یک چکش پیدا کرد که به قدرت‌هایی آسگاردی می‌داد و او را به آنگیر: خرد کننده روح‌ها تبدیل کرد. هالک قرمز با او مبارزه کرد تا از افراد بیگناه محافظت کند، اما از او شکست خورد. آنگیر چکشش را از برج استارک رد کرد و باعث خراب شدندش بر روی هالک قرمز شد.
برج جدید استارک (همان‌طور که در فیلم انتقام‌جویان) بعدها در محل همان برج قبلی ساخته شد. این سازه همکنون به عنوان پایگاه انتقام جویان استفاده می‌شود.

## در دیگر رسانه‌ها

برج استارک در فیلم انتقام‌جویان (۲۰۱۲)

### تلویزیون
- برج استارک تنها در قسمت‌هایی از سریال کارتونی انتقام جویان: قویترین قهرمانان زمیندیده شد زیرا که مقر انتقام جویان عمارت انتقام جویان بود.

### سینما
- برج استارک در فیلم انتقام‌جویان (۲۰۱۲) دیده شد.[۱۰] در این فیلم، برج به تازگی توسط تونی استارک ساخته شده و توسط یک آرک مستقل تغذیه می‌شود و برای شهر هیچ هزینه‌ای در بر ندارد. به همین خاطر لوکی این برج را به عنوان محل فعال سازی تسرکت برای ایجاد دروازه استفاده کرد تا ارتش چیتاوریها را به زمین بیاورد. این مسئله که برج خودش انرژی اش را تأمین می‌کند، به عنوان سمبلی برای شخصیت لوکی بود که بیانگر عطش او برای نابود کردن انتقام جویان است. در نبرد بین ارتش لوکی و انتقام جویان، برج آسیب‌هایی می‌بیند و از بنر روی برج ("استارک") تنها حرف  A ' باقی می‌ماند که علامت انتقام جویان است. در نهایت تونی و پپر پاتز در حال مطالعه نقشه جدید برج هستند که شامل طبقه‌ای برای هر انتقام جو و باند پرواز می‌شود.